# 横浜栄養専門学校
横浜栄養専門学校（よこはまえいようせんもんがっこう）とは、横浜市保土ヶ谷区今井町にある栄養士養成の専門学校。昭和54年（1979年）開校。運営者は学校法人難波学園。

## 設置学科
栄養士科　2年（昼間）

## 特徴
栄養士として必要な基礎教育や実験実習に重きをおいたカリキュラムを編成して、実践経験が豊かな講師陣により、即戦力になれる栄養士の養成を目指している。

## 学校所在地
〒240-0035　神奈川県横浜市保土ヶ谷区今井町1447-1

## 交通アクセス
JR横須賀線「東戸塚駅」下車　西口から2番相鉄バス「二俣川」、「市沢小学校」行き約3分　「横浜ゴルフ場下」下車徒歩1分　又は　JR東戸塚駅徒歩２０分